# Мечеть аль-Марджани
Мечеть аль-Марджани́ (Первая соборная, Эфенди, Юнусовская, тат. əl Mərcani məçete, әл Мәрҗани́ мәчете́) — мечеть в Старо-Татарской слободе города Казани. Расположена между улицей, названной именем Каюма Насыри, и берегом озера Нижний (Ближний) Кабан.
Мечеть явилась историческим знаковым воплощением начала общества многоконфессиональной веротерпимости в России, провозглашённой императрицей Екатериной II в конце XVIII века, более чем два века была самой крупной и главной в Казани соборной мечетью-джами и остаётся историческим центром татаро-мусульманской духовности в Татарстане.

## История и конфигурация мечети
Мечеть построена в 1766—1770 годах на средства прихожан по личному разрешению Екатерины II, полученному во время её приезда в Казань. На строительство мечети 62 человека собрали 5000 рублей. Это была первая каменная мечеть, построенная в Казани после её взятия Иваном Грозным в 1552 году.
Здание построено в традициях татарской средневековой архитектуры мечетей с минаретом на крыше и стилевых формах провинциального барокко. Двухэтажная двухзальная мечеть имеет трёхъярусный минарет. В оформлении фасадов и интерьеров архитектурный декор «петербургского» барокко сочетается с орнаментальными мотивами татарского декоративного искусства. Архитектором предположительно был В. И. Кафтырев.
В 1861 году на средства И. Г. Юнусова с северной стороны сделан пристрой с лестницей. В 1863 году на его же средства расширили михраб с пробивкой окна. В 1885 году на средства купца З. Усманова был перестроен минарет, который в 1887 году украшен ажурной оградой на средства купцов В. Гизетуллина и М. Валишина.
Мечеть названа по имени имама Шигабутдина Марджани, служившего в ней в 1850—1889 годах. Долгое время называлась Юнусовской (тат. Юнысов мәчете) по династии купцов Юнусовых, живших в махалле и тративших деньги на содержание мечети. До этого называлась Эфенди (тат. Әфәнде — Господская).
В советское время была единственной действующей мечетью в Казани. Мечеть и её территория неоднократно реставрировались и благоустраивались, в том числе особенно тщательно перед празднованием Тысячелетия Казани.
Мечеть имеет золочёные наконечники с полумесяцами минарета и малых архитектурных элементов, белую окраску стен, крыши зелёного цвета, хорошую ночную архитектурную подсветку. Первый этаж — служебный. В молельных залах второго этажа своды и стены украшены лепниной голубого, зелёного, золотистого цвета и позолоченными орнаментами растительной темы.
В мечети хранится надмогильный камень Мухаммад-гали бека эпохи Казанского ханства.
В мечети проводятся собрания, конкурсы и прочие учебные и культурные мероприятия мусульманской общественности, никах. На территории мечети проводятся ярмарки мусульманской литературы, обряды Курбан-байрама и часто разбиты шатры для коллективного разговения Ураза-байрама и собраний в другие мусульманские праздники и события.
В комплексе зданий вокруг мечети располагается мухтасибат города Казани Духовного Управления Мусульман Республики Татарстан, напротив через пешеходную часть улицы Зайни Султана — Казанский исламский колледж, рядом и напротив через улицу Каюма Насыри — кафе и магазин продуктов халяль и магазин мусульманской литературы и символики.
Мечеть — важная городская достопримечательность, посещаемая туристами. Адрес: ул. Каюма Насыри, 17.

## Имамы
В разное время имамами мечети аль-Марджани были:
- Сафиулла Абдуллин (1899-?)
- Габдулла Галиуллин (1987—1990)
- Тагир Ильяси (1923—1929)
- Касим Салихи (1930—193?)
- Киямутдин Кадыри (1941—1952)
- Камаритдин Салихов (1945—1952, второй имам)
- Исмагил Муштари (1953—1954; 1956—1962)
- Халиль Латыпов (1954—1956)
- Исмаил Рахматуллин (1963—1967)
- Габдельхабир Яруллин (1967-?)
- Ахмадзаки Сафиуллин (1970—1990)
- Талгат Таджуддин (1973—1974; 1978—1980), и другие.

## См. также

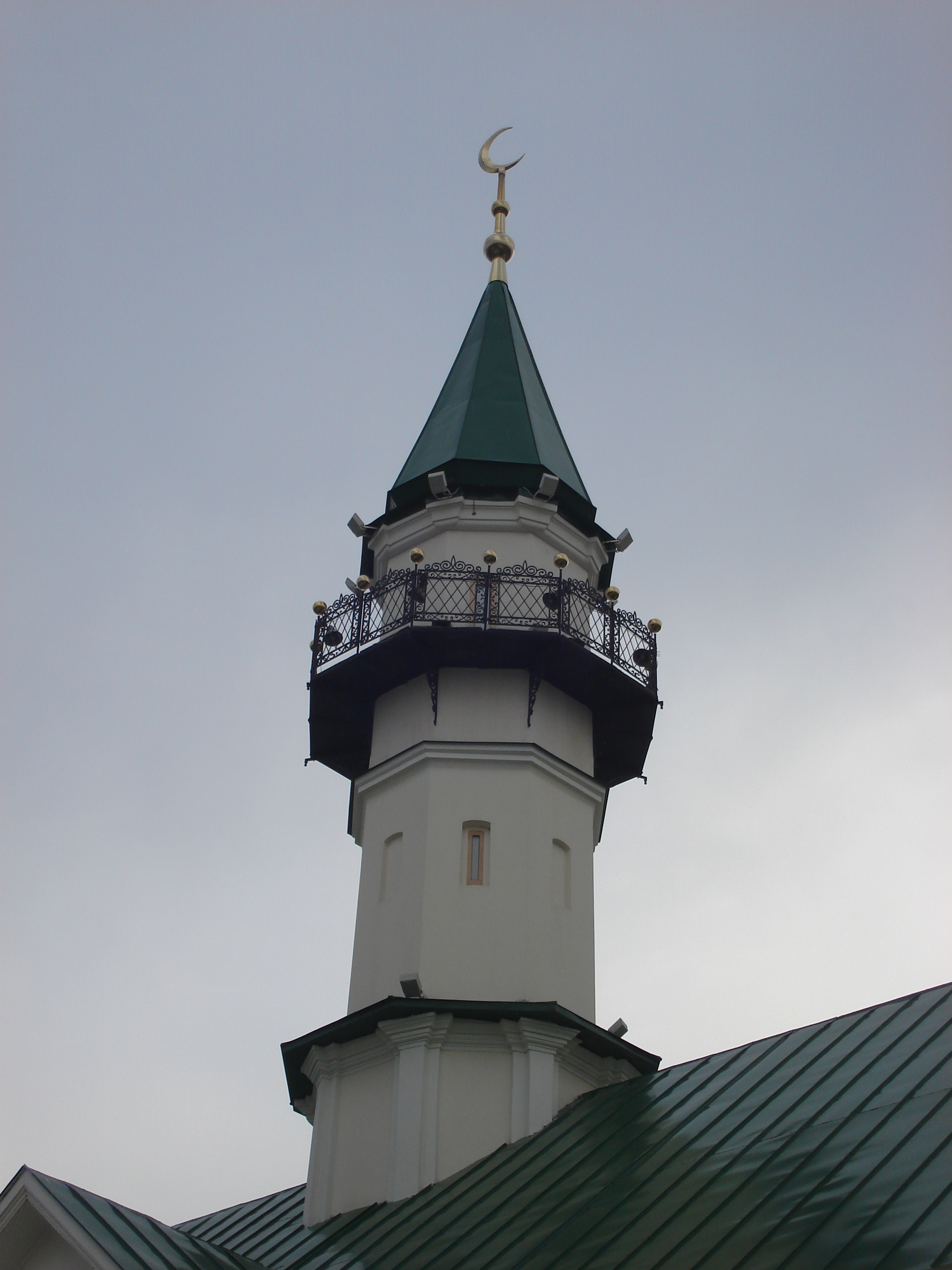
Минарет мечети
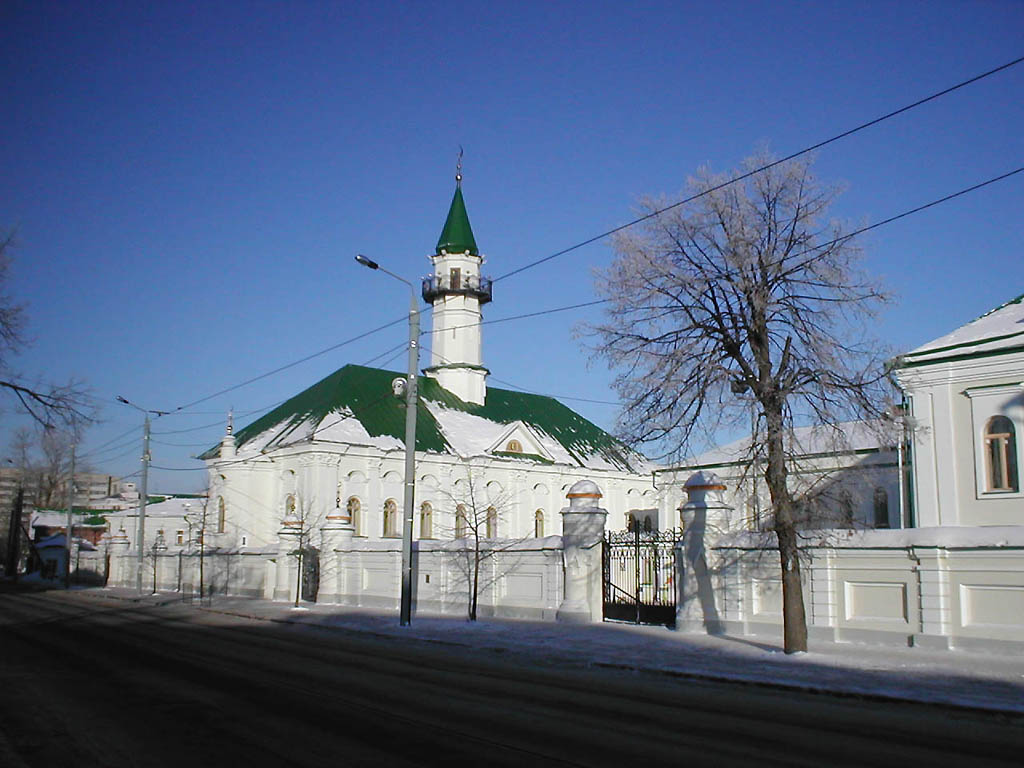
Мечеть со стороны входа на территорию
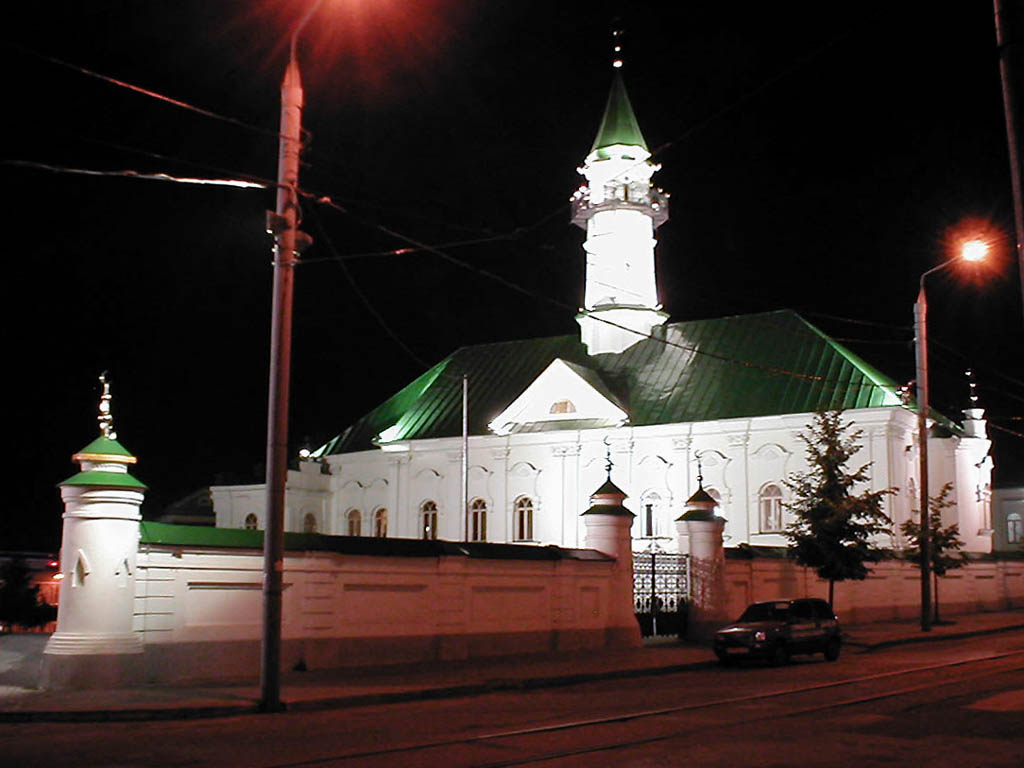
Мечеть со стороны перекрёстка улиц К.Насыри и З.Султана в ночной подсветке
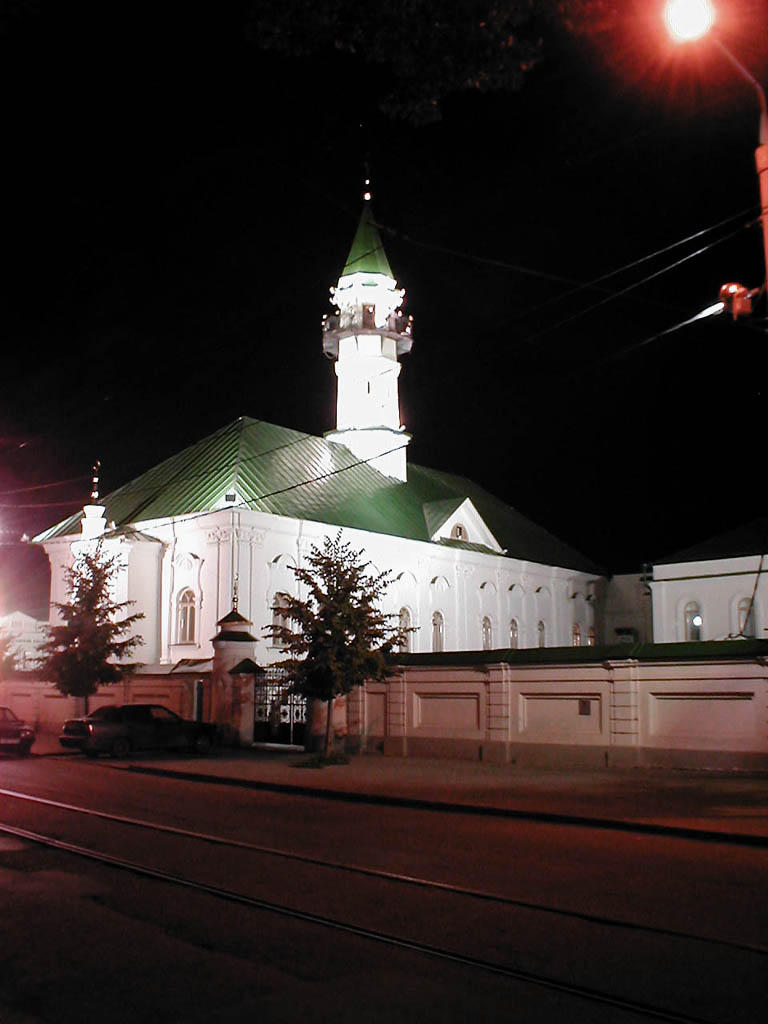
Мечеть со стороны входа на территорию в ночной подсветке
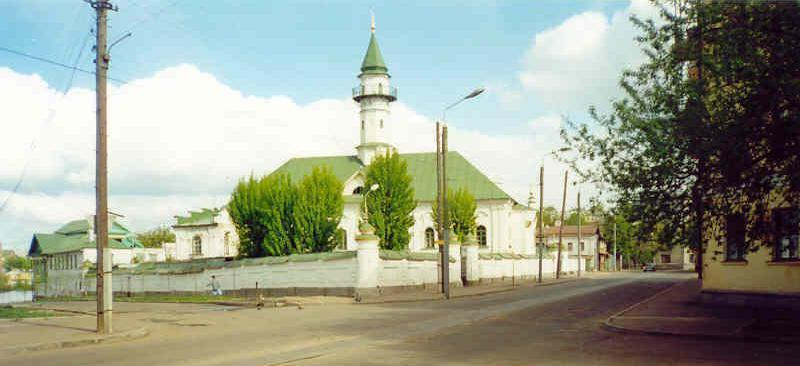
Комплекс мечети за перекрёстком улиц К.Насыри и З.Султана
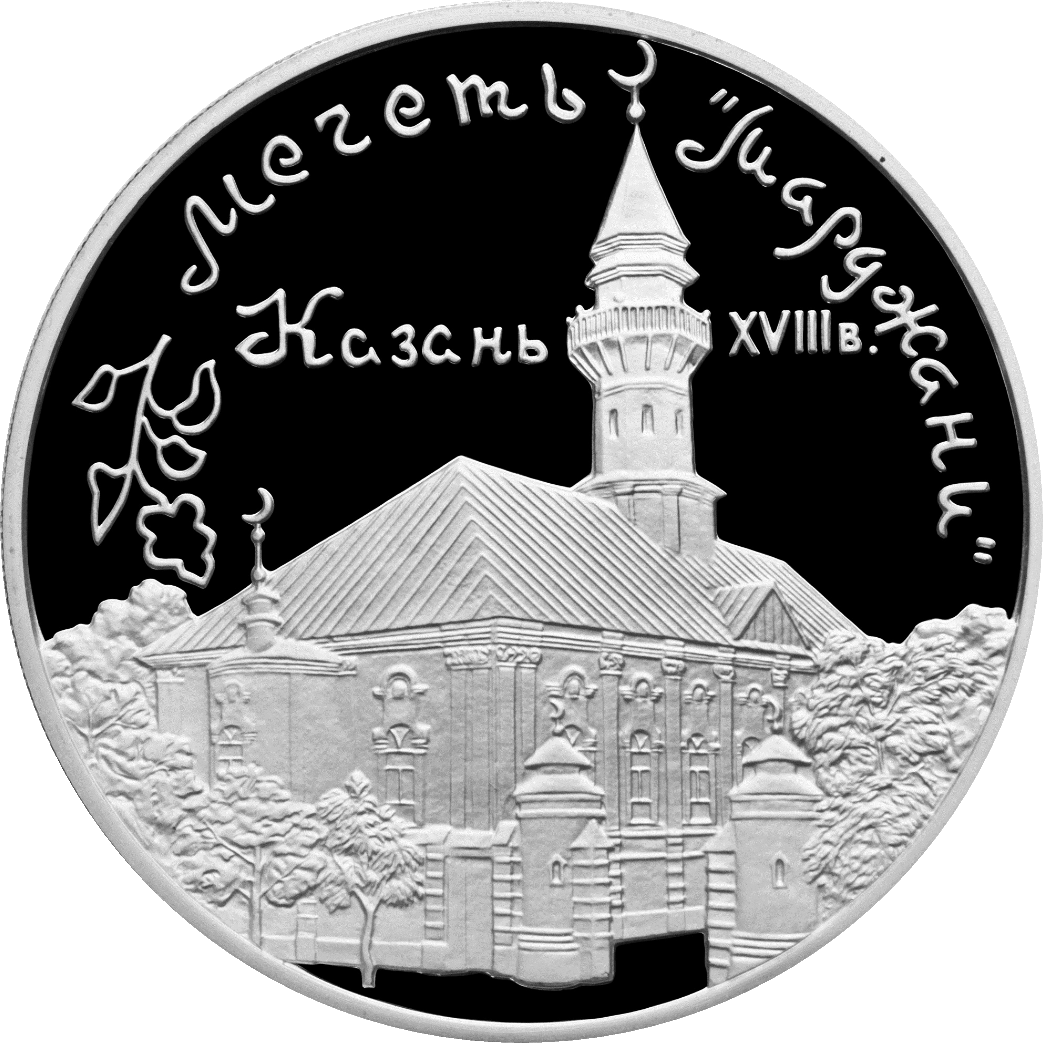
«Мечеть Марджани» — памятная монета Банка России